# Arltörl
Das Arltörl ist ein Gebirgspass auf 1797 m ü. A. in der Ankogelgruppe der Zentralalpen im österreichischen Bundesland Salzburg.

## Lage
Das Arltörl liegt zwischen der 2215 m ü. A. hohen Arlspitze im Norden und dem 1954 m ü. A. hohen Kieserl im Süden sowie an der Grenze der Gemeinden Dorfgastein im Westen und Großarl im Osten. Es befindet sich an der Wasserscheide zwischen dem Mayerhofbach im Westen und dem Unterbergbach im Osten. Der Mayerhofbach ist ein Nebenbach der Gasteiner Ache und der Unterbergbach ein Nebenbach der Großarler Ache. Der Pass ist über Wanderwege erschlossen.

## Geologie und Pflanzen
In geologischer Hinsicht besteht das Arltörl aus Phyllit, Kalkschiefer und Quarzit. An den Hängen Richtung Großarl wächst Grünerlen-Buschwald mit eingestreuten Kleinseggenrieden. Am Grat zur Arlspitze hin gedeiht der Brutknospen-Schwingel (Festuca vivipara (L.) Sm.). Auf der Sonnenseite oberhalb des Passes wurde Allermannsharnisch (Allium victorialis) gefunden.

## Bauten und Kultur

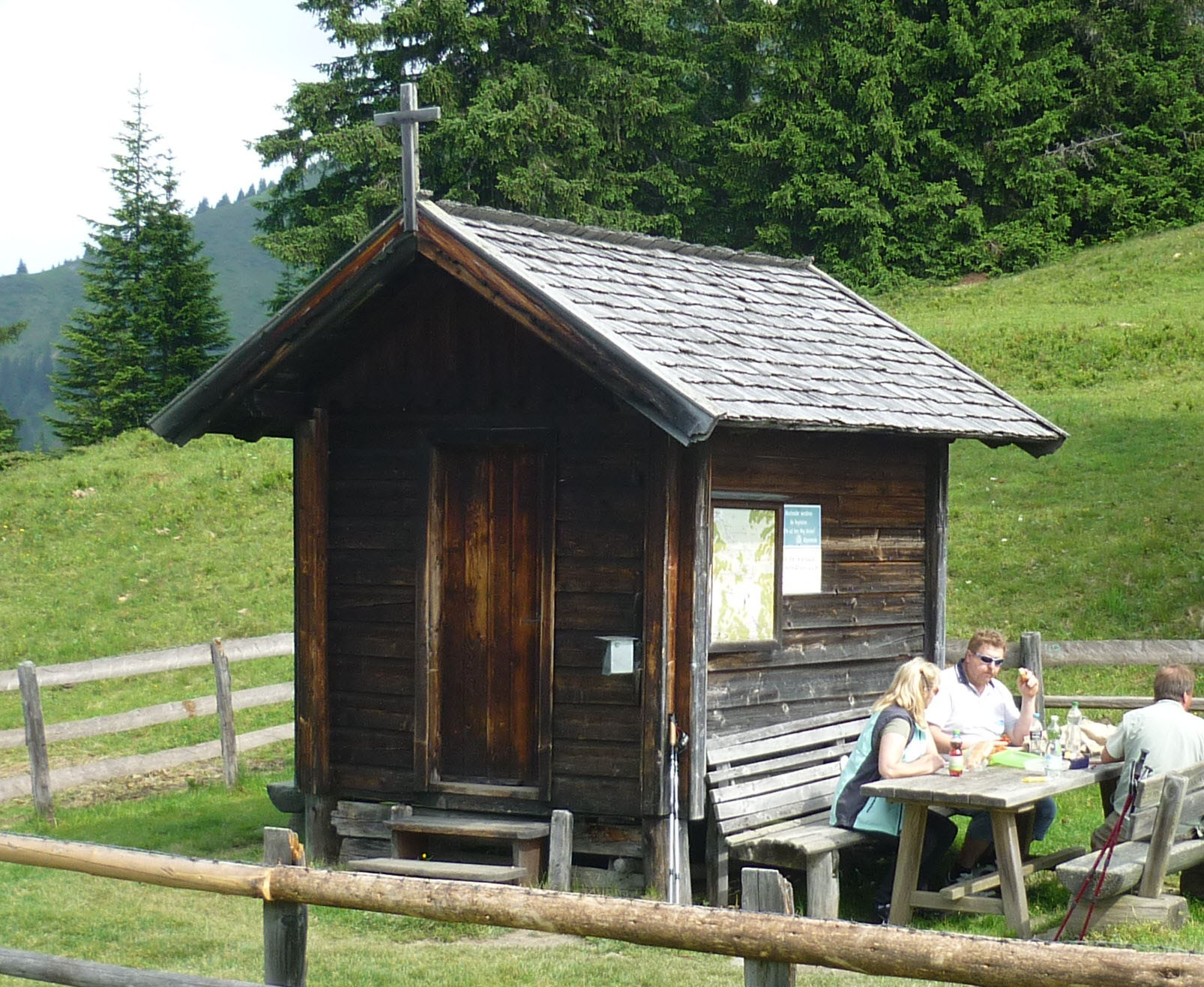
Bergkapelle am Arltörl

Die Bergkapelle am Arltörl wurde 1955 eingeweiht und geht auf einen Vorgängerbau zurück. Sie gehört dem Lenzbauern in Bergl und wird von diesem betreut. Im Inneren erinnert ein Ölgemälde an den Tod des Hauserbauers durch Erfrierung am Berg. Die Arltörkapelle gleicht in ihrem Aussehen und ihrer Lage an einem Übergang ins Gasteinertal der Drei-Waller-Kapelle am anderen Ende Dorfgasteins.
Das Berglandhaus steht unterhalb der Passhöhe in der zu Großarl gehörenden Ortschaft Unterberg. Es wurde 1932 als ein Schiheim erbaut. In den 1950er Jahren war der spätere Fernsehmoderator Sepp Forcher hier Pächter. Nach einem Brand wurde es 1973 neu errichtet.
Der Arltörl-Pass ist eine der zahlreichen Krampus-Gruppen („Passen“) des Gasteinertals.